# Persone di nome Sebastian
| Questa pagina contiene informazioni ricavate automaticamente dalle voci biografiche con l'ausilio del template Bio e di un bot. L'aggiornamento è periodico e automatico e ricostruisce completamente la pagina. Se manca una persona in questa lista, sei pregato di non aggiungerla, ma accertati piuttosto che la sua voce biografica contenga il template Bio e che i dati anagrafici siano correttamente compilati. Se il template Bio manca, inseriscilo tu stesso o, in alternativa, metti l'avviso {{tmp\|Bio}} che ne segnala la mancanza. Se i dati riportati sono sbagliati, correggi direttamente la voce biografica; le modifiche saranno visibili in questa lista entro pochi giorni. Per chiarimenti vedi il progetto antroponimi. La lista contiene solo le 224 persone che sono citate nell'enciclopedia e per le quali è stato implementato correttamente il template Bio. Pagina aggiornata al 6 ago 2025. |

Questa è una lista di persone presenti nell'enciclopedia che hanno il nome Sebastian, suddivise per attività principale.

## Abati(1)
- Sebastian Kneipp, abate e presbitero tedesco (Stephansried, n. 1821 - Bad Wörishofen, † 1897)

## Allenatori di calcio(3)
- Sebastian Hahn, allenatore di calcio e ex calciatore tedesco (Rostock, n. 1975)
- Sebastian Hoeneß, allenatore di calcio e ex calciatore tedesco (Monaco di Baviera, n. 1982)
- Sebastian Schuppan, allenatore di calcio e ex calciatore tedesco (Lauchhammer, n. 1986)

## Allenatori di pallacanestro(1)
- Sebastian Machowski, allenatore di pallacanestro e ex cestista tedesco (Berlino Ovest, n. 1972)

## Arbitri di calcio(1)
- Sebastian Gishamer, arbitro di calcio austriaco (n. 1988)

## Architetti(1)
- Sebastian Altmann, architetto tedesco (Reichenhall, n. 1827 - Bolzano, † 1894)

## Astronomi(1)
- Sebastian Florian Hönig, astronomo tedesco (n. 1978)

## Attori(14)
- Sebastian Arcelus, attore statunitense (New York, n. 1976)
- Sebastian Armesto, attore britannico (n. 1982)
- Sebastian Croft, attore britannico (Oxford, n. 2001)
- Sebastian Edtbauer, attore tedesco (Trostberg, n. 1981)
- Sebastián Estevanez, attore argentino (Buenos Aires, n. 1970)
- Sebastian Koch, attore tedesco (Karlsruhe, n. 1962)
- Sebastian Roché, attore francese (Parigi, n. 1964)
- Sebastian Rudolph, attore tedesco (Berlino, n. 1968)
- Sebastian Shaw, attore, drammaturgo e scrittore britannico (Holt, n. 1905 - Brighton, † 1994)
- Sebastian Spence, attore canadese (Saint John's, n. 1969)
- Sebastian Stan, attore rumeno (Costanza, n. 1982)
- Sebastian Ströbel, attore tedesco (Karlsruhe, n. 1977)
- Sebastian Urzendowsky, attore tedesco (Berlino, n. 1985)
- Sebastian de Souza, attore britannico (Oxford, n. 1993)

## Attori pornografici(2)
- Sebastian Barrio, ex attore pornografico francese (Vichy, n. 1971)
- Sebastian Bonnet, attore pornografico e produttore cinematografico slovacco (Bratislava, n. 1978)

## Aviatori(1)
- Sebastian Festner, aviatore e militare tedesco (Holzkirchen, n. 1894 - † 1917)

## Bassisti(1)
- Sebastian Piovesan, bassista e compositore italiano (Treviso, n. 1984)

## Biatleti(2)
- Sebastian Samuelsson, biatleta svedese (Katrineholm, n. 1997)
- Sebastian Stalder, biatleta svizzero (Wald, n. 1998)

## Bobbisti(2)
- Sebastian Huber, bobbista tedesco (Füssen, n. 1901 - Füssen, † 1985)
- Sebastian Mrowka, bobbista tedesco (n. 1992)

## Canoisti(1)
- Sebastian Brendel, canoista tedesco (Schwedt/Oder, n. 1988)

## Canottieri(1)
- Sebastian Bea, ex canottiere statunitense (San Francisco, n. 1977)

## Cantanti(2)
- Sebastian Bach, cantante canadese (Freeport, n. 1968)
- Sebastian Rejman, cantante e conduttore televisivo finlandese (Helsinki, n. 1978)

## Cardinali(2)
- Sebastian Francis, cardinale e vescovo cattolico malese (Johor Bahru, n. 1951)
- Sebastian Koto Khoarai, cardinale e vescovo cattolico lesothiano (Koaling, n. 1929 - Mazenod, † 2021)

## Cartografi(1)
- Sebastian Münster, cartografo e cosmografo tedesco (Ingelheim, n. 1488 - Basilea, † 1552)

## Cestisti(3)
- Sebastian Betz, ex cestista tedesco (Weilheim in Oberbayern, n. 1985)
- Sebastian Kowalczyk, cestista polacco (Sieradz, n. 1993)
- Sebastian Telfair, ex cestista statunitense (Brooklyn, n. 1985)

## Ciclisti su strada(5)
- Sebastian Berwick, ciclista su strada australiano (Brisbane, n. 1999)
- Sebastian Kolze Changizi, ciclista su strada danese (Silkeborg, n. 2000)
- Sebastian Lang, ex ciclista su strada tedesco (Erfurt, n. 1979)
- Sebastian Langeveld, ex ciclista su strada e ex ciclocrossista olandese (Lisse, n. 1985)
- Sebastian Schönberger, ex ciclista su strada austriaco (Schalchen, n. 1994)

## Combinatisti nordici(1)
- Sebastian Haseney, ex combinatista nordico tedesco (Suhl, n. 1978)

## Comici(1)
- Sebastian Maniscalco, comico e attore statunitense (Arlington Heights, n. 1973)

## Compositori(2)
- Sebastian Baur, compositore e direttore d'orchestra austriaco (n. 1878 - Dobbiaco, † 1947)
- Sebastian Anton Scherer, compositore e organista tedesco (Ulma, n. 1631 - Ulma, † 1712)

## Direttori d'orchestra(2)
- Sebastian Lang-Lessing, direttore d'orchestra tedesco (n. 1966)
- Sebastian Weigle, direttore d'orchestra, pianista e cornista tedesco (Berlino Est, n. 1961)

## Dirigenti sportivi(2)
- Sebastian Kehl, dirigente sportivo e ex calciatore tedesco (Fulda, n. 1980)
- Sebastian Świderski, dirigente sportivo, allenatore di pallavolo e ex pallavolista polacco (Skwierzyna, n. 1977)

## Disc jockey(2)
- DJ Promo, disc jockey olandese
- Sebastian Ingrosso, disc jockey, produttore discografico e attore svedese (Nacka, n. 1983)

## Doppiatori(1)
- Sebastian Schulz, doppiatore e conduttore radiofonico tedesco (Rostock, n. 1977)

## Drammaturghi(1)
- Sebastian Barry, drammaturgo, scrittore e poeta irlandese (Dublino, n. 1955)

## Fondisti(1)
- Sebastian Eisenlauer, fondista tedesco (Sonthofen, n. 1990)

## Giocatori di calcio a 5(1)
- Sebastian Holmqvist, giocatore di calcio a 5 e calciatore svedese (n. 1993)

## Giocatori di football americano(16)
- Sebastian Bocchi, ex giocatore di football americano svizzero
- Sebastian Diakiti, giocatore di football americano svedese
- Sebastian Gauthier, giocatore di football americano statunitense (Sonoma, n. 1991)
- Sebastian Gutierrez, giocatore di football americano statunitense (Pasco, n. 1998)
- Sebastian Janikowski, ex giocatore di football americano polacco (Wałbrzych, n. 1978)
- Sebastian Joseph-Day, giocatore di football americano statunitense (Stroudsburg, n. 1995)
- Sebastian Karbin, giocatore di football americano finlandese (n. 1982)
- Sebastian Lugora, giocatore di football americano finlandese
- Sebastian Lühti, giocatore di football americano svizzero (Berna, n. 1991)
- Sebastian van Santen, giocatore di football americano tedesco (Düsseldorf, n. 1996)
- Sebastian Schönbroich, ex giocatore di football americano tedesco
- Sebastian Silva Gomez, ex giocatore di football americano colombiano (Cali, n. 1993)
- Sebastian Summerer, giocatore di football americano austriaco (n. 2001)
- Sebastian Tretola, giocatore di football americano statunitense (San Bernardino, n. 1992)
- Sebastian Tuch, ex giocatore di football americano e allenatore di football americano tedesco (Hanau, n. 1975)
- Sebastian Vollmer, giocatore di football americano tedesco (Düsseldorf, n. 1984)

## Giuristi(1)
- Sebastian Jenull, giurista austriaco (Winklern, n. 1777 - Vienna, † 1848)

## Hockeisti su ghiaccio(2)
- Sebastian Aho, hockeista su ghiaccio finlandese (Rauma, n. 1997)
- Sebastian Dahm, hockeista su ghiaccio danese (Copenaghen, n. 1987)

## Inventori(2)
- Wilhelm Bauer, inventore tedesco (Dillingen an der Donau, n. 1822 - Monaco di Baviera, † 1875)
- Sebastian Ziani de Ferranti, inventore e ingegnere inglese (Liverpool, n. 1864 - Zurigo, † 1930)

## Judoka(1)
- Sebastian Seidl, judoka tedesco (Nürtingen, n. 1990)

## Liutai(1)
- Sebastian Dallinger, liutaio austriaco (Gutenbrunn - Vienna, † 1809)

## Liutisti(1)
- Sebastian Ochsenkun, liutista e compositore tedesco (Norimberga, n. 1521 - Heidelberg, † 1574)

## Lottatori(3)
- Sebastian Jezierzański, lottatore polacco (Racibórz, n. 1991)
- Sebastian Nađ, lottatore serbo (n. 1997)
- Sebastian Rivera, lottatore portoricano (Toms River, n. 1998)

## Lunghisti(1)
- Sebastian Bayer, lunghista tedesco (Aquisgrana, n. 1986)

## Mezzofondisti(1)
- Sebastian Coe, ex mezzofondista, politico e dirigente sportivo britannico (Chiswick, n. 1956)

## Militari(1)
- Sebastián Vizcaíno, militare, esploratore e diplomatico spagnolo (Estremadura, n. 1548 - Città del Messico, † 1624)

## Multiplisti(1)
- Sebastian Chmara, ex multiplista polacco (Bydgoszcz, n. 1971)

## Musicisti(2)
- SebastiAn, musicista francese (Boulogne-Billancourt, n. 1981)
- Vessel, musicista, compositore e produttore discografico britannico (Bristol)

## Nobili(1)
- Sebastian II Grabner zu Rosenburg, nobile austriaco († 1610)

## Orientalisti(1)
- Sebastian Brock, orientalista britannico (Londra, n. 1938)

## Pallanuotisti(1)
- Sebastian Ploner, pallanuotista austriaco (Vienna, n. 1907 - † 1981)

## Pallavolisti(3)
- Sebastian Kühner, pallavolista tedesco (Berlino, n. 1987)
- Sebastian Mihăilescu, ex pallavolista e allenatore di pallavolo rumeno (Cernăuți, n. 1927)
- Sebastian Schwarz, pallavolista tedesco (Freudenstadt, n. 1985)

## Pentatleti(2)
- Sebastian Dietz, pentatleta tedesco (n. 1974)
- Sebastian Stasiak, pentatleta polacco (n. 1994)

## Piloti automobilistici(1)
- Sebastian Vettel, ex pilota automobilistico tedesco (Heppenheim, n. 1987)

## Piloti di rally(2)
- Sebastian Lindholm, pilota di rally finlandese (Helsinki, n. 1961)
- Sebastian Marshall, copilota di rally britannico (Tunbridge Wells, n. 1988)

## Piloti motociclistici(1)
- Sebastian Eckner, pilota motociclistico tedesco (Pennrich, n. 1991)

## Pittori(5)
- Sebastian Buff, pittore svizzero (Wald, n. 1829 - Herisau, † 1880)
- Sebastian Francken, pittore e incisore fiammingo (Anversa, n. 1573 - Anversa, † 1636)
- Sebastian Pether, pittore britannico (n. 1793 - † 1844)
- Sebastian Spreng, pittore argentino (Esperanza, n. 1956)
- Sebastian Stoskopff, pittore e disegnatore tedesco (Strasburgo, n. 1597 - Idstein, † 1657)

## Politici(6)
- Sebastian Burduja, politico romeno (Bucarest, n. 1985)
- Seb Dance, politico britannico (Roehampton, n. 1981)
- Sebastian Kurz, politico e imprenditore austriaco (Vienna, n. 1986)
- Johann Georg von Künigl, politico, militare e nobile austriaco (n. 1663 - Bressanone, † 1739)
- Sebastian Nerz, politico tedesco (Reutlingen, n. 1983)
- Sebastian Thörig, politico svizzero (Urnäsch - † 1611)

## Presbiteri(2)
- Sebastian Englert, presbitero, missionario e linguista tedesco (Dillingen an der Donau, n. 1888 - New Orleans, † 1969)
- Sebastian Virdung, presbitero e compositore tedesco

## Produttori cinematografici(1)
- Charlie Tango, produttore cinematografico e regista italiano (n. 1976)

## Pugili(1)
- Sebastian Köber, pugile tedesco (Francoforte sull'Oder, n. 1979)

## Rapper(4)
- White 2115, rapper polacco (Milanówek, n. 1996)
- YNY Sebi, rapper rumeno (n. 2004)
- Rocca, rapper francese (Parigi, n. 1975)
- Sebastian Stakset, rapper svedese (Skarpnäcks församling, n. 1985)

## Registi(2)
- Sebastian Niemann, regista e sceneggiatore tedesco (Luneburgo, n. 1968)
- Sebastian Schipper, regista, attore e sceneggiatore tedesco (Hannover, n. 1968)

## Rugbisti a 15(1)
- Sebastian Negri, rugbista a 15 italiano (Marondera, n. 1994)

## Saltatori con gli sci(1)
- Sebastian Colloredo, ex saltatore con gli sci italiano (Gemona del Friuli, n. 1987)

## Scacchisti(2)
- Sebastian Bogner, scacchista tedesco (Pforzheim, n. 1991)
- Sebastian Siebrecht, scacchista tedesco (Herdecke, n. 1973)

## Schermidori(1)
- Sebastian Bachmann, schermidore tedesco (Bad Mergentheim, n. 1986)

## Sciatori alpini(5)
- Sebastian Arzt, ex sciatore alpino austriaco (n. 1991)
- Sebastian Espen Bengston, sciatore alpino norvegese (n. 2005)
- Sebastian Foss Solevåg, sciatore alpino norvegese (Ålesund, n. 1991)
- Sebastian Holzmann, sciatore alpino tedesco (n. 1993)
- Sebastian Liebl, ex sciatore alpino tedesco (n. 1989)

## Sciatori freestyle(1)
- Sebastian Schjerve, sciatore freestyle norvegese (n. 2000)

## Scrittori(3)
- Sebastian Faulks, scrittore e giornalista britannico (Donnington, n. 1953)
- Sebastian Fitzek, scrittore tedesco (Berlino, n. 1971)
- Sebastian Haffner, scrittore, giornalista e storico tedesco (Berlino, n. 1907 - Berlino, † 1999)

## Skeletonisti(1)
- Sebastian Haupt, ex skeletonista tedesco (Heilbad Heiligenstadt, n. 1985)

## Slittinisti(1)
- Sebastian Bley, slittinista tedesco (n. 1995)

## Snowboarder(1)
- Sebastian Kislinger, snowboarder austriaco (Voitsberg, n. 1988)

## Speedcuber(1)
- Sebastian Weyer, speedcuber tedesco (n. 1997)

## Storici(1)
- Sebastian Balfour, storico britannico (n. 1941)

## Tennisti(2)
- Sebastian Korda, tennista statunitense (Bradenton, n. 2000)
- Sebastian Ofner, tennista austriaco (Bruck an der Mur, n. 1996)

## Triatleti(1)
- Sebastian Kienle, triatleta tedesco (n. 1984)

## Umanisti(2)
- Sebastian Brant, umanista, poeta e giurista tedesco (Strasburgo, n. 1458 - Strasburgo, † 1521)
- Sebastian Franck, umanista tedesco (Donauwörth, n. 1499 - Basilea, † 1542)

## Vescovi cattolici(1)
- Sebastian Johann von Pötting, vescovo cattolico tedesco (Reitpollenbach, n. 1628 - Passavia, † 1689)

## Violoncellisti(1)
- Sebastian Lee, violoncellista, compositore e insegnante tedesco (Amburgo, n. 1805 - Amburgo, † 1887)